# Frontière entre la Louisiane et le Mississippi

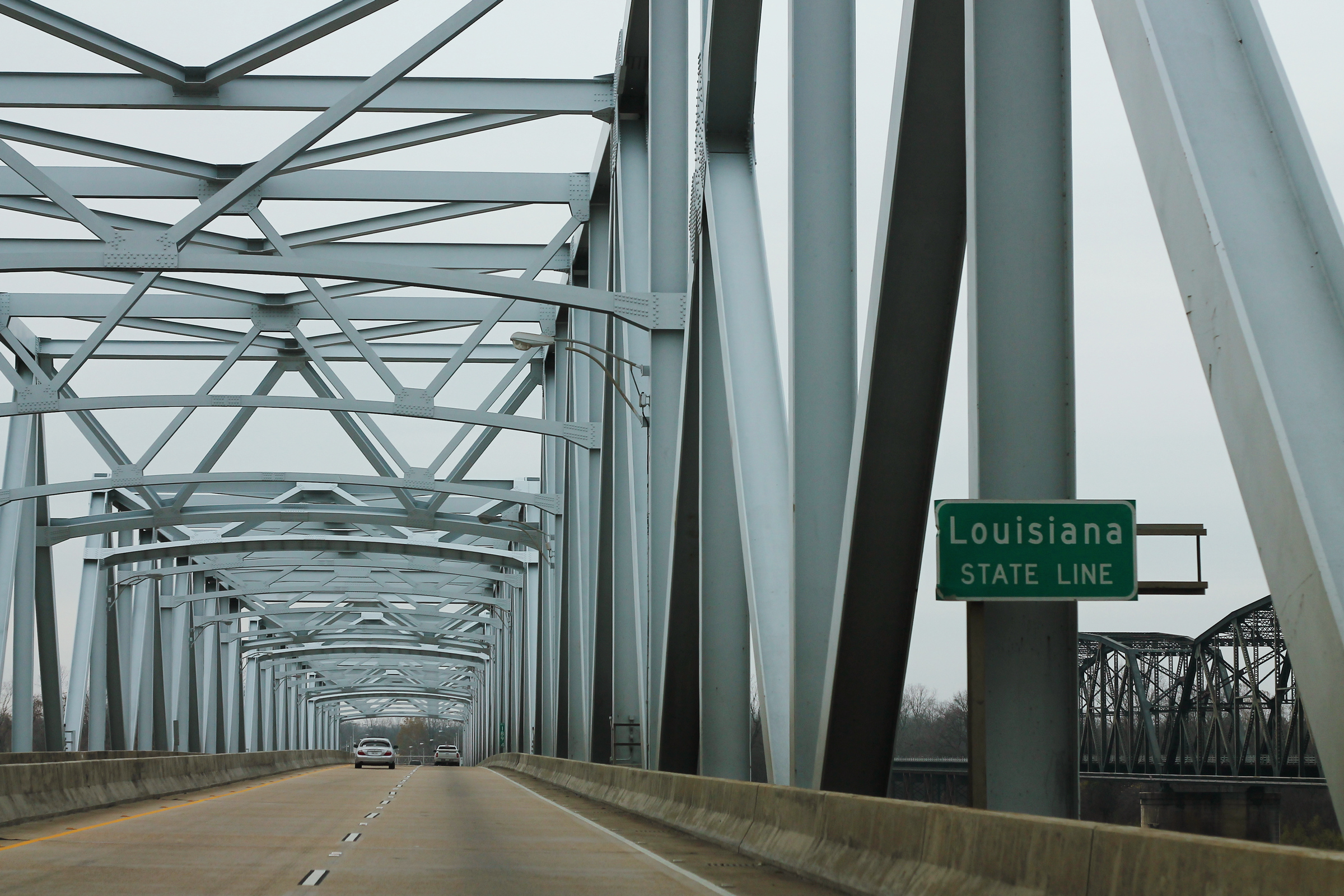
Le pont de l'Interstate 20 sur le Mississippi relie la Louisiane et le Mississippi.

La frontière entre la Louisiane et le Mississippi est une frontière intérieure des États-Unis délimitant les territoires de la Louisiane à l'ouest et le Mississippi à l'est.
Son tracé suit le Mississippi du 33e parallèle nord jusqu'au 31e parallèle nord, qu'elle parcourt vers l'est jusqu'à la rivière aux Perles qu'elle descend jusqu'à son embouchure dans le golfe du Mexique.